# شون راسيل (لاعب كرة قدم)
شون راسيل (بالإنجليزية: Shaun Russell)‏ هو لاعب كرة قدم أمريكي في مركز الدفاع، ولد في 18 يوليو 1993 في تشيسابيك في الولايات المتحدة. لعب مع Virginia Beach City FC ‏.